# Zvonko Jazbec
Zvonko Jazbec (ur. 7 września 1911 w Youngstown w stanie Ohio, USA; zm. 15 marca 1970 w Zagrzebiu) – chorwacki piłkarz, występujący na pozycji środkowego obrońcy. Uważany za jednego z najlepszych przedwojennych chorwackich i jugosłowiańskich obrońców.

## Kariera klubowa
Jazbec, który urodził się w rodzinie chorwackich emigrantów, wraz z rodziną wrócił do Chorwacji w roku 1916, gdzie zamieszkał w Zagrzebiu. Od roku 1928 występował w młodzieżowym zespole klubu HŠK Concordia Zagrzeb, a jego pierwszy występ w lidze jugosłowiańskiej odbył się w sezonie 1932/1933. Początkowo występował na pozycji stopera, jednak potem został przesunięty na środek obrony. Pomimo tego, że występował na pozycji, na której piłkarze nie odznaczają się raczej polotem i finezją, Jazbec pokazywał bardzo solidne umiejętności techniczne, siłę, wytrzymałość, szybkość oraz dobre uderzenie na bramkę przeciwnika. Wielu porównywało go do słynnego poprzednika na tej pozycji w reprezentacji, Danko Premerla. Jazbec występował w zespole Concordii, aż do zakończenia swojej kariery sportowej w roku 1943.

## Kariera reprezentacyjna

### Reprezentacja Jugosławii
Jazbec występował 13 razy w reprezentacji miasta Zagrzebia, 1 raz w reprezentacji "B" (1934) przeciwko Austrii "B" i 10 razy w reprezentacji Jugosławii. W reprezentacji zadebiutował 18 marca 1934 w Sofii w spotkaniu przeciwko Bułgarii, wygranym przez Jugosławię 2:1. W tym spotkaniu występował na pozycji lewego obrońcy, z konieczności zastępując podstawowego gracza na tej pozycji, Anđelko Marušicia. Ostatni raz w reprezentacji wystąpił na dzień przed swoimi 27 urodzinami, 6 sierpnia 1938 w Belgradzie przeciwko Rumunii zakończonym remisem 1:1.
1. 18 marca 1934 Sofia,  Bułgaria 1 – 2 Jugosławia
2. 16 grudnia 1934 Paryż,  Francja 3 – 2 Jugosławia
3. 12 lipca 1936 Stambuł,  Turcja 3 – 3 Jugosławia
4. 6 września 1936 Belgrad,  Jugosławia 9-3 Polska
5. 9 maja 1937 Budapeszt,  Węgry 1 – 1 Jugosławia
6. 6 czerwca 1937 Belgrad,  Jugosławia 1 –1 Belgia
7. 8 maja 1938 Bukareszt,  Rumunia 0 – 1 Jugosławia
8. 22 maja 1938 Genua,  Włochy 4 - 0 Jugosławia
9. 29 maja 1938 Bruksela,  Belgia 2 – 2 Jugosławia
10. 6 września 1938 Belgrad,  Jugosławia 1 – 1 Rumunia

### Reprezentacja Niezależnego Państwa Chorwackiego
Jazbec występował w reprezentacji Niezależnego Państwa Chorwackiego, czyli reprezentacji Chorwacji znajdującej się pod kontrolą ustaszowskiego reżimu Ante Pavelicia, rządu kolaborującego z hitlerowskimi Niemcami. Reprezentacja Niezależnego Państwa Chorwackiego rozgrywała swoje mecze w latach 1940–1944. W reprezentacji NDH Jazbec wystąpił 3 razy, zdobywając 1, zwycięską bramkę w meczu przeciwko Szwajcarii, rozgrywanym 21 sierpnia 1940 w Bernie.
1. 2 kwietnia 1940 Zagrzeb,  Chorwacja 4 – 0 Szwajcaria
2. 21 kwietnia 1940 Berno,  Szwajcaria 0 – 1 Chorwacja
3. 2 maja 1940 Budapeszt,  Węgry 1 – 0 Chorwacja

## Jazbec jako trener
Po zakończeniu kariery sportowej, w roku 1948 Zvonko Jazbec zdał egzamin na trenera na Akademii Wychowania Fizycznego w Zagrzebiu, a w roku 1951 przeprowadził się do Rijeki, gdzie był trenerem klubów NK Kvarner i NK Orijent. Później był jeszcze trenerem zespołu Tekstilac Varaždin. Jazbec zmarł 15 marca 1970 w Zagrzebiu, do którego z powrotem przeprowadził się w roku 1963, na zapalenie opon mózgowych.